# Гранд Тауер (Илиноис)
Гранд Тауер (енгл. Grand Tower) град је у америчкој савезној држави Илиноис. По попису становништва из 2010. у њему је живело 605 становника.

## Демографија
Према попису становништва из 2010. у граду је живело 605 становника, што је 19 (3,0%) становника мање него 2000. године.
| Група             | 2000.       | 2010.       |
| Белци             | 611 (97,9%) | 586 (96,9%) |
| Афроамериканци    | 1 (0,2%)    | 1 (0,2%)    |
| Азијати           | 0 (0,0%)    | 0 (0,0%)    |
| Хиспаноамериканци | 6 (1,0%)    | 11 (1,8%)   |
| Укупно            | 624         | 605         |